# Partito Comunista dell'Uzbekistan (1994)
Il Partito Comunista dell'Uzbekistan (in usbeco Ўзбекистон коммунистик партияси - ЎзКП, Oʻzbekiston kommunistik partiyasi - OʻzKP) è un partito politico fondato in Uzbekistan nel 1994. Essendo in tale Paese vietata l'ideologia comunista, il partito opera illegalmente. Fa parte dell'Unione dei Partiti Comunisti - Partito Comunista dell'Unione Sovietica.